# Маги О'Фарел
Маги О'Фарел (на английски: Maggie O'Farrell) е северноирландска журналистка и писателка на произведения в жанра социална драма, исторически роман, детска литература и мемоари.

## Биография и творчество
Маги О'Фарел е родена на 27 май 1972 г. в Коулрейн, Северна Ирландия. Израства в Уелс и Шотландия. На осемгодишна възраст е хоспитализирана с енцефалит и пропуска повече от година в училище заради лечение. Впоследствие страда от заекване, физическа и емоционална нестабилност през детството и юношеството си. Завършва гимназия в Норт Беруик, Източен Лоудиън. Следва английска филология в Ню Хол Колидж на Кеймбриджкия университет.
След дипломирането си, и няколко временни дейности, работи като журналист както в Хонконг и в Италия, а после като заместник литературен редактор на неделното издание на „Индипендънт“ до 2000 г.
Първият ѝ роман „След като си отидеш“ е издаден през 2000 г. Той е за трагичната любовна история на младата вдовица Алис, и съпругът ѝ Джон, журналист, убит от бомба, за семейство, в което заровени истини най-накрая излизат на повърхността и своеобразно предупреждение към онези, които пазят тайни. Романът получава наградата „Бети Трак“ за дебют на млад автор и награда „Ориндж“.
През 2006 г. е издаден романът ѝ „Изчезването на Есме Ленъкс“. Историята е разположена между 30-те години на миналия век и настоящето, трагична история за две сестри в колониална Индия и Единбург, за самотата, която ги свързва, и съперничествата, които ги разделят, и за младата и интелигентна тогава Есме, която трябва плати ужасната цена за нещастието и тайните на семейството си, а сега е открита от племенницата си в психиатрична клиника 60 години по-късно.
Романът ѝ „Ръката, която първа пое моята“ е издаден през 2010 г. Той отново е ретроспекция на на 50-те години на ХХ век в Сохо с живота на младата Лекси Синклер бореща се за място в мъжкия свят, и съвременната художничка Елина, която гледа първото си дете, два образа на майки, разделени на 50 години във времето, но свързани с отказа си да приемат обикновения живот. Романът получава престижната награда „Коста“.
Мемоарите ѝ от 2017 г., „Аз съм, аз съм, аз съм: Седемнадесет четки със смъртта“, са спомени за близки до смъртта преживявания, които са се случили на нея и нейните деца, като всяка глава е озаглавена на името на засегнатата част от тялото.
През 2020 г. е издаден романът ѝ „Хамнет“. Той е базиран на живота на семейството на Шекспир, и прави връзка между смъртта на единадесетгодишния Хамнет и написването на пиесата „Хамлет“. Романът печели наградата за художествена литература на Националния кръг на литературните критици, женската награда за художествена литература и литературната награда Dalkey за роман на годината.
Романът ѝ от 2022 г., „Брачен портрет“, е базиран на краткия живот на Лукреция ди Медичи, която може да е била отровена или не от съпруга си Алфонсо II, херцог на Ферара.
Тя също така преподава творческо писане в Университета на Уоруик в Ковънтри и в Голдсмитс Колидж на Лондонския университет в Лондон.
Омъжена е за свой колега писател, Уилям Сътклиф, когото среща, докато са студенти в Кеймбридж, но сключват брак десетина години по-късно. Имат три деца.
Маги О'Фарел живее със семейството си в Единбург.

## Произведения

### Самостоятелни романи
- After You'd Gone (2000) – награда „Бети Трак“[1][2]
- My Lover's Lover (2002)[5]
- The Distance Between Us (2004) – награда „Съмърсет Моъм“[3]
- The Vanishing Act of Esme Lennox (2006)
Изчезването на Есме Ленъкс, изд. ИК „Амат-АХ“ (2012), прев. Мирела Христова
- The Hand That First Held Mine (2010) – награда „Коста“
Ръката, която първа пое моята, изд. ИК „Амат-АХ“ (2012), прев. Мирела Христова
- Instructions for a Heatwave (2013)
Инструкции срещу горещата вълна, изд. ИК „Амат-АХ“ (2014), прев. Мирела Христова
- This Must Be the Place (2016)
- Hamnet (2020)
Хамнет, изд. ИК „Амат-АХ“ (2021), прев. Мирела Христова
- The Marriage Portrait (2022)

### Детска литература
- Where Snow Angels Go (2020)[1][2][3]
- The Boy Who Lost His Spark (2022)

### Документалистика
- I Am, I Am, I Am : Seventeen Brushes With Death (2017)[1][2][3]

### Екранизации
- 2020 Richard & Judy: Keep Reading and Carry On